# Piotr Myszka
Piotr Myszka (Mrągowo, 25 de julio de 1981) es un deportista polaco que compitió en vela en la clase RS:X.
Ganó tres medallas en el Campeonato Mundial de RS:X entre los años 2010 y 2016, y cinco medallas en el Campeonato Europeo de RS:X entre los años 2007 y 2014. Participó en los Juegos Olímpicos de Río de Janeiro 2016, ocupando el cuarto lugar en la clase RS:X.

## Palmarés internacional
| \| Campeonato Mundial \| Campeonato Mundial \| Campeonato Mundial \| Campeonato Mundial \| \| Año \| Lugar \| Medalla \| Clase \| \| ------------------ \| ---------------------- \| ------------------ \| ------------------ \| \| 2010 \| Kerteminde (Dinamarca) \| Medalla de oro \| RS:X \| \| 2011 \| Perth (Australia) \| Medalla de plata \| RS:X \| \| 2016 \| Eilat (Israel) \| Medalla de oro \| RS:X \| \| Campeonato Europeo \| \| \| \| \| Año \| Lugar \| Medalla \| Clase \| \| 2007 \| Limassol (Chipre) \| Medalla de bronce \| RS:X \| \| 2010 \| Sopot (Polonia) \| Medalla de bronce \| RS:X \| \| 2011 \| Burgas (Bulgaria) \| Medalla de oro \| RS:X \| \| 2012 \| Madeira (Portugal) \| Medalla de bronce \| RS:X \| \| 2014 \| Çeşme (Turquía) \| Medalla de oro \| RS:X \| |                        |                   |       |
| Campeonato Mundial |                        |                   |       |
| Año | Lugar                  | Medalla           | Clase |
| 2010 | Kerteminde (Dinamarca) | Medalla de oro    | RS:X  |
| 2011 | Perth (Australia)      | Medalla de plata  | RS:X  |
| 2016 | Eilat (Israel)         | Medalla de oro    | RS:X  |
| Campeonato Europeo |                        |                   |       |
| Año | Lugar                  | Medalla           | Clase |
| 2007 | Limassol (Chipre)      | Medalla de bronce | RS:X  |
| 2010 | Sopot (Polonia)        | Medalla de bronce | RS:X  |
| 2011 | Burgas (Bulgaria)      | Medalla de oro    | RS:X  |
| 2012 | Madeira (Portugal)     | Medalla de bronce | RS:X  |
| 2014 | Çeşme (Turquía)        | Medalla de oro    | RS:X  |